# کلی (کارولینای شمالی)
کلی (به انگلیسی: Kelly) شهری در ایالت کارولینای شمالی کشور ایالات متحده آمریکا است که جمعیت آن در سرشماری سال ۲۰۱۰ میلادی، ۵۴۴ نفر بوده‌است.